# Cairn de Barnenez

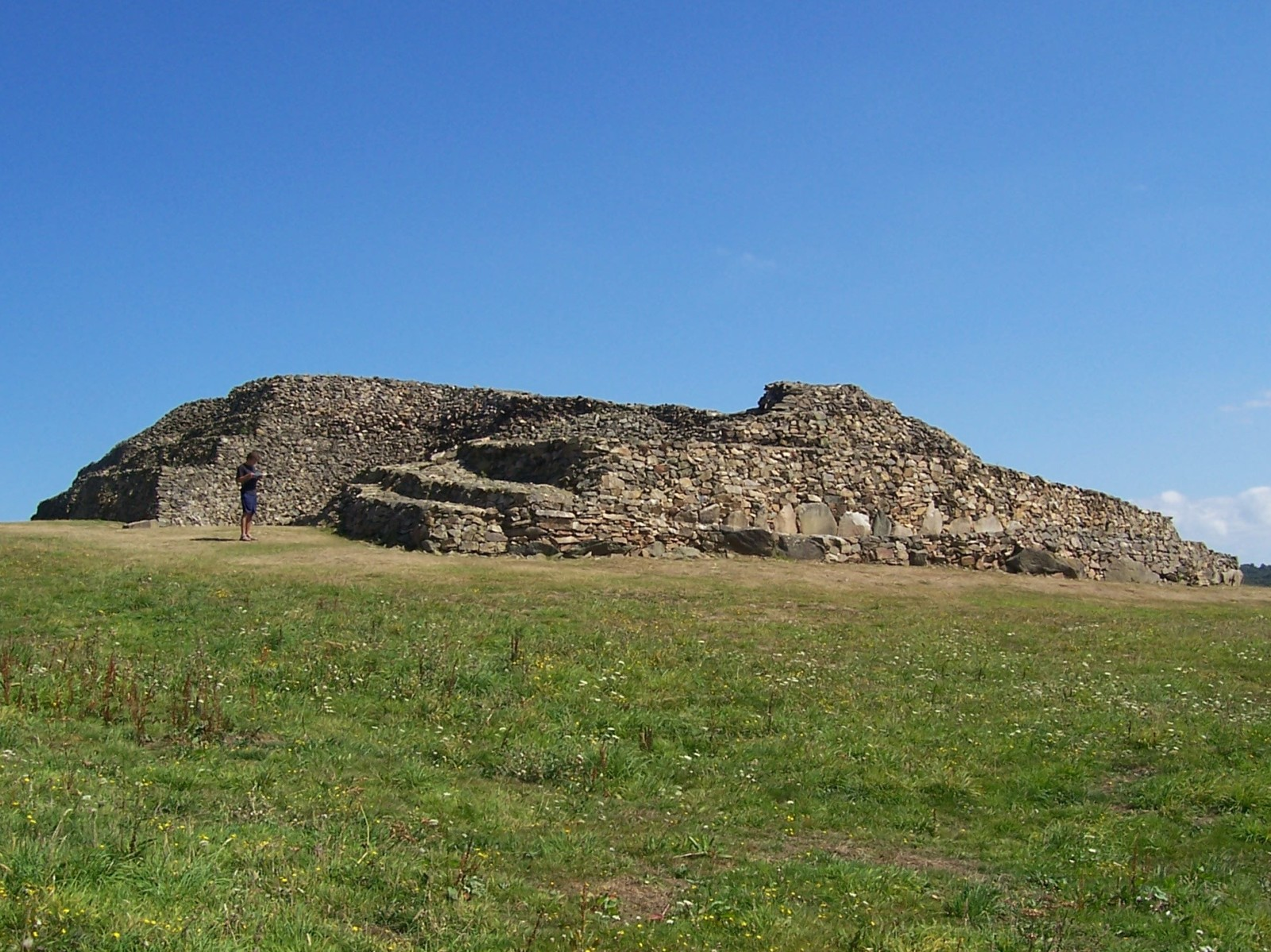
El cairn de Barnenez

El cairn de Barnenez és un enorme cairn (túmul de pedres neolític) situat a la petita península de Kernelehen, pertanyent a la comuna de Plouezoc'h, al departament de Finisterre, a Bretanya (estat francés).
Aquest cairn i altres construccions del mateix tipus (com el cairn de l'illa de Carn, també al departament de Finisterre) s'inclouen entre els monuments més vells d'Europa i del món, si s'ha de jutjar per les dates que han emés les datacions de carboni 14 de l'interior de les sepultures.
Barnenez és un exemple de megalitisme europeu i des del 1956 es considera monument històric de l'estat francés.

## Ubicació
El cairn és a 10 km al nord de la ciutat de Morlaix. S'aixeca enfront de la mar, en un turó costaner de 45 m que domina l'estuari del riu de Morlaix, que s'obri al canal de la Mànega.
Quan es va construir, el nivell de la mar era més baix i Barnenez dominava la vall banyada pel riu.

## Descobriment
L'existència del monticle és coneguda des del s. XIX, però fins al 1955 no se'n descobriren les estructures megalítiques internes. L'exposició en fou accidental: un contractista de camins adquirí el que se suposava que era una pedrera i començà a extraure'n grava.
Les màquines ja havien esquinçat l'extrem nord-occidental del pujol (tragueren a la llum unes cambres sepulcrals) quan es descobrí que en realitat era un gran túmul artificial. Un periodista de Morlaix feu pública la troballa i la comunitat científica bretona i francesa es mobilitzà per salvar el cairn. André Malraux el qualificà de «Partenó megalític».
Un altre cairn de dimensions més reduïdes, però, situat a uns metres més al nord, havia estat completament destruït al 1954 pels treballs d'extracció.

## Característiques
Barnenez té una longitud de 70 m, una alçada de 9 m i una amplària de 25 m en la part oest i 20 m a l'est. En realitat són dos túmuls adjacents.
Cap al 4300 aC s'hi alçà un primer túmul trapezoïdal. Més tard, en una data no posterior al 4100 aC, es construí un segon monticle al costat oest del primer. El segon túmul es troba en un pendent, i això obligà a construir-hi un mur de contenció. Tot el monument s'edificà amb terrasses successives de murs verticals.
El volum de les pedres utilitzades és de 6.500-7.000 m³, amb un pes de 12-14 tones. Per al primer monticle s'emprà exclusivament dolerita metamòrfica, de color verdós, abundant a la rodalia. Per al segon se n'emprà granit procedent de la propera illa de Stérec. Això permet distingir les dues parts del monument.
Dins del cairn hi ha 11 tombes de corredor: 5 al monticle oriental i 6 en l'occidental. Se li ha assignat una lletra a cadascuna, de la A a la J. Tots els accessos exteriors a les tombes es troben en la paret sud. Els corredors, fets amb lloses de granit, fan entre 7 i 12 m de llarg.
Una de les tombes, la h, presenta una arquitectura més treballada, amb una avantsala en arc davant la cambra, separada d'aquesta per dos pilars amb gravats de destrals i arcs.
A Barnenez s'han trobat ceràmiques de base rodona (típiques del Neolític bretó), i objectes de sílex, puntes de fletxa i destrals polides, amb unes edats que van del Neolític fins al bronze. Els sòls àcids armoricans han degradat els ossos dels individus enterrats, i se n'ha dificultat l'anàlisi.

## Barnenez en el context de l'Europa megalítica
Barnenez no és un fenomen aïllat, doncs en la mateixa època s'alçaren molts monuments anàlegs al llarg de tot el vessant atlàntic europeu.
El cairn de Barnenez exercia una clara funció sepulcral, però és possible que no fos únicament d'una necròpoli. Potser era un enclavament sagrat on es feien cerimònies comunitàries i de culte als ancestres.

## Galeria d'imatges

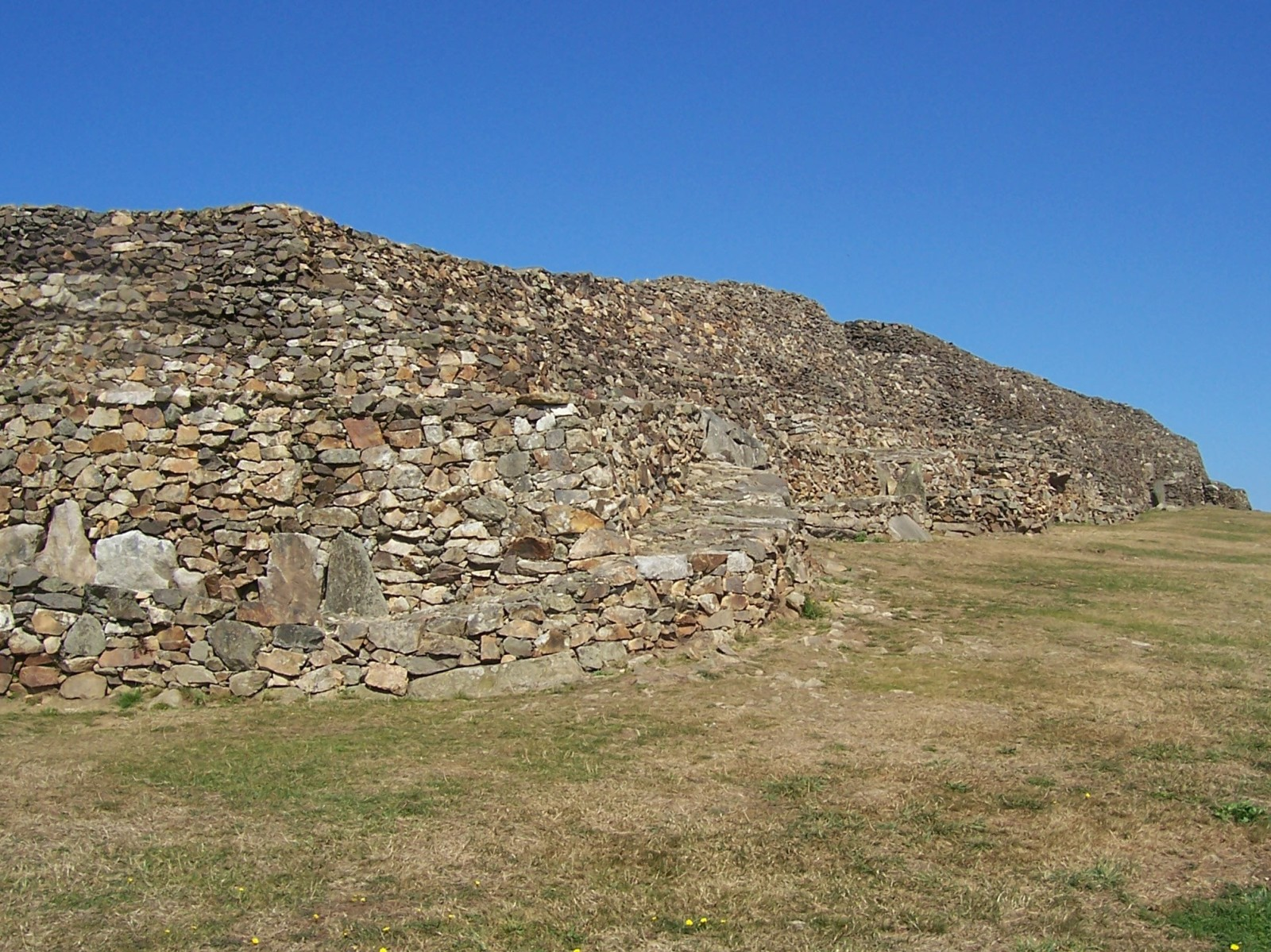
Vista frontal del cairn
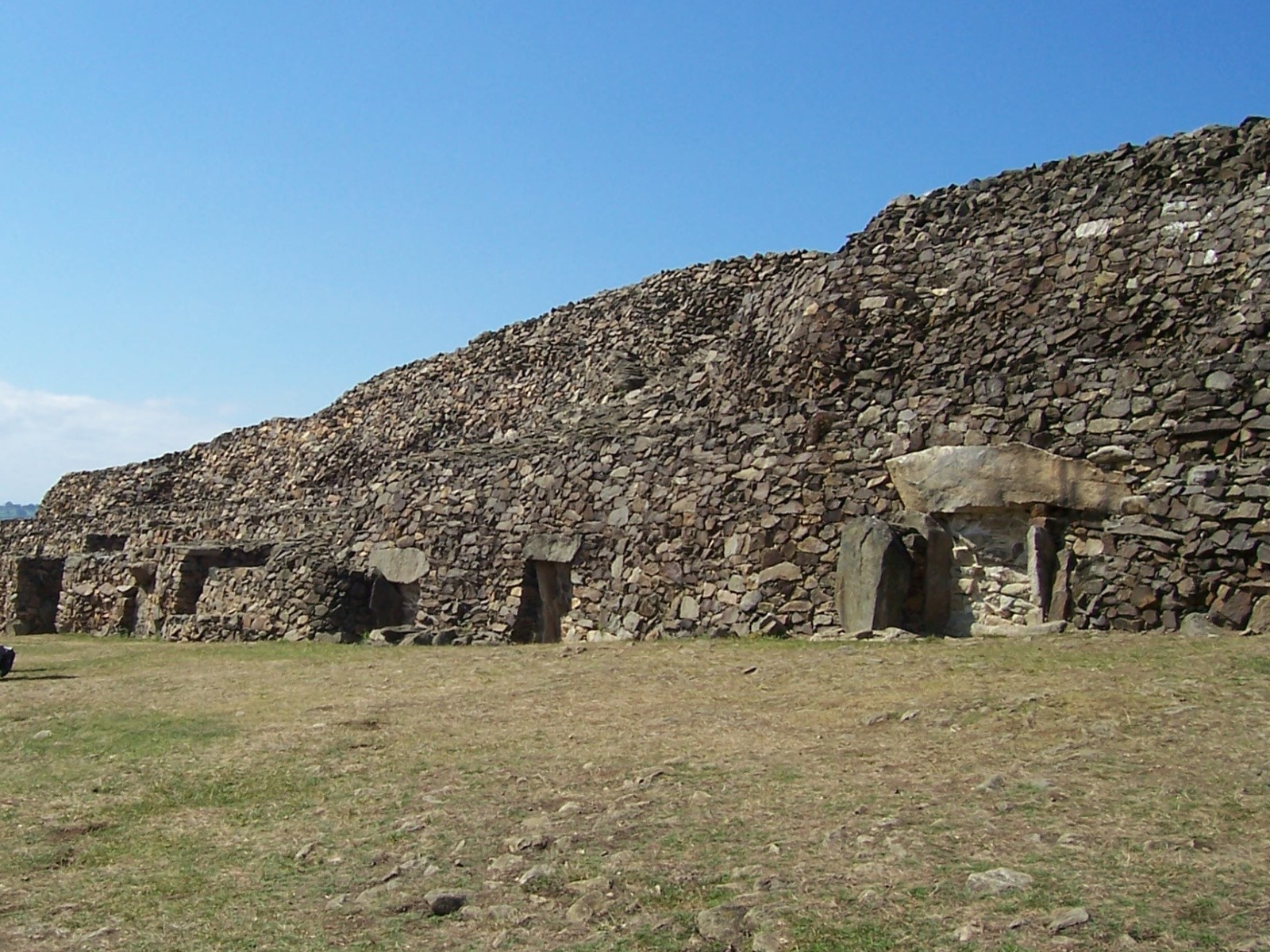
Vista frontal del cairn amb les entrades als sepulcres de corredor
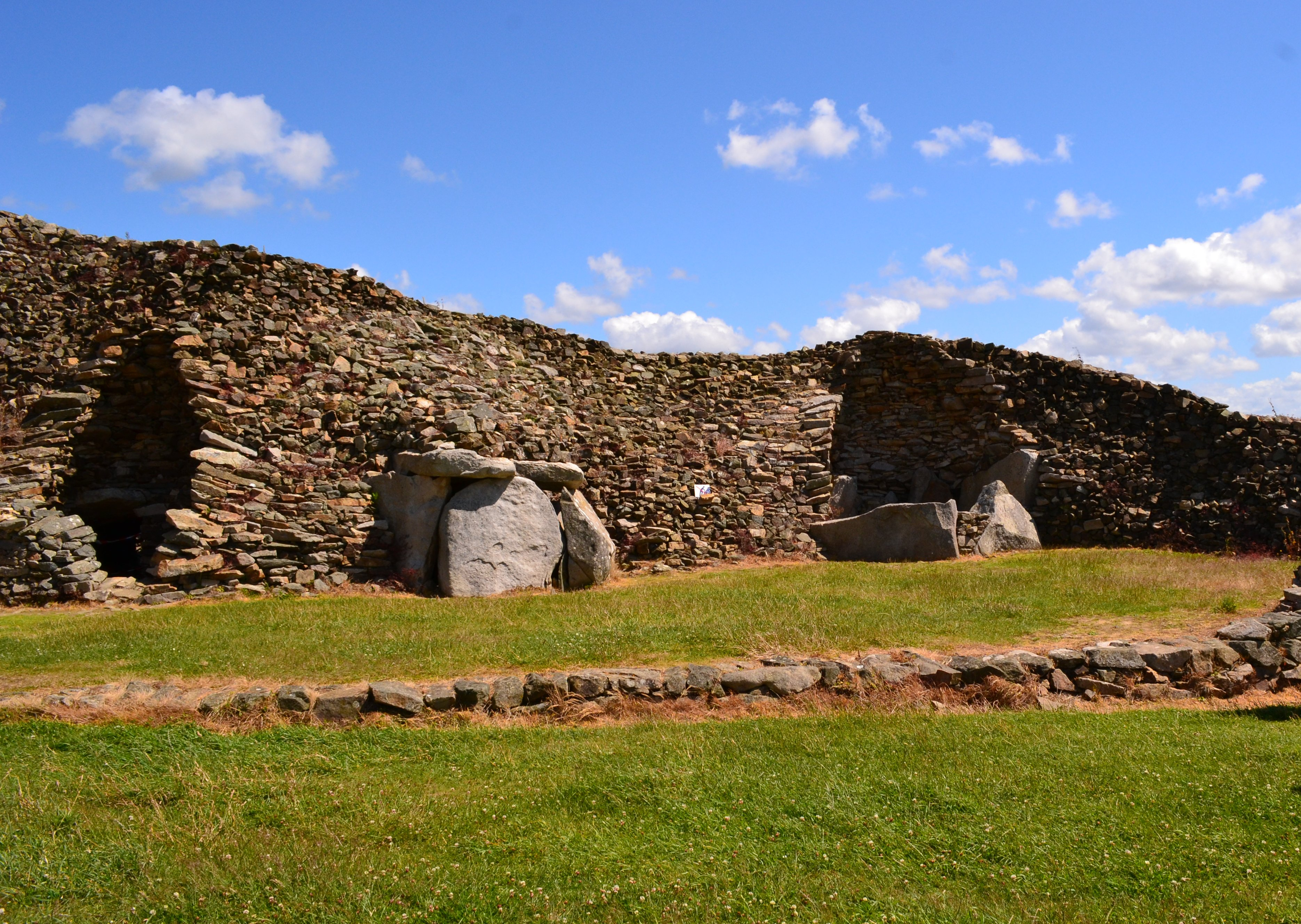
Vista de les cambres tretes a la llum després de la destrucció parcial del monument
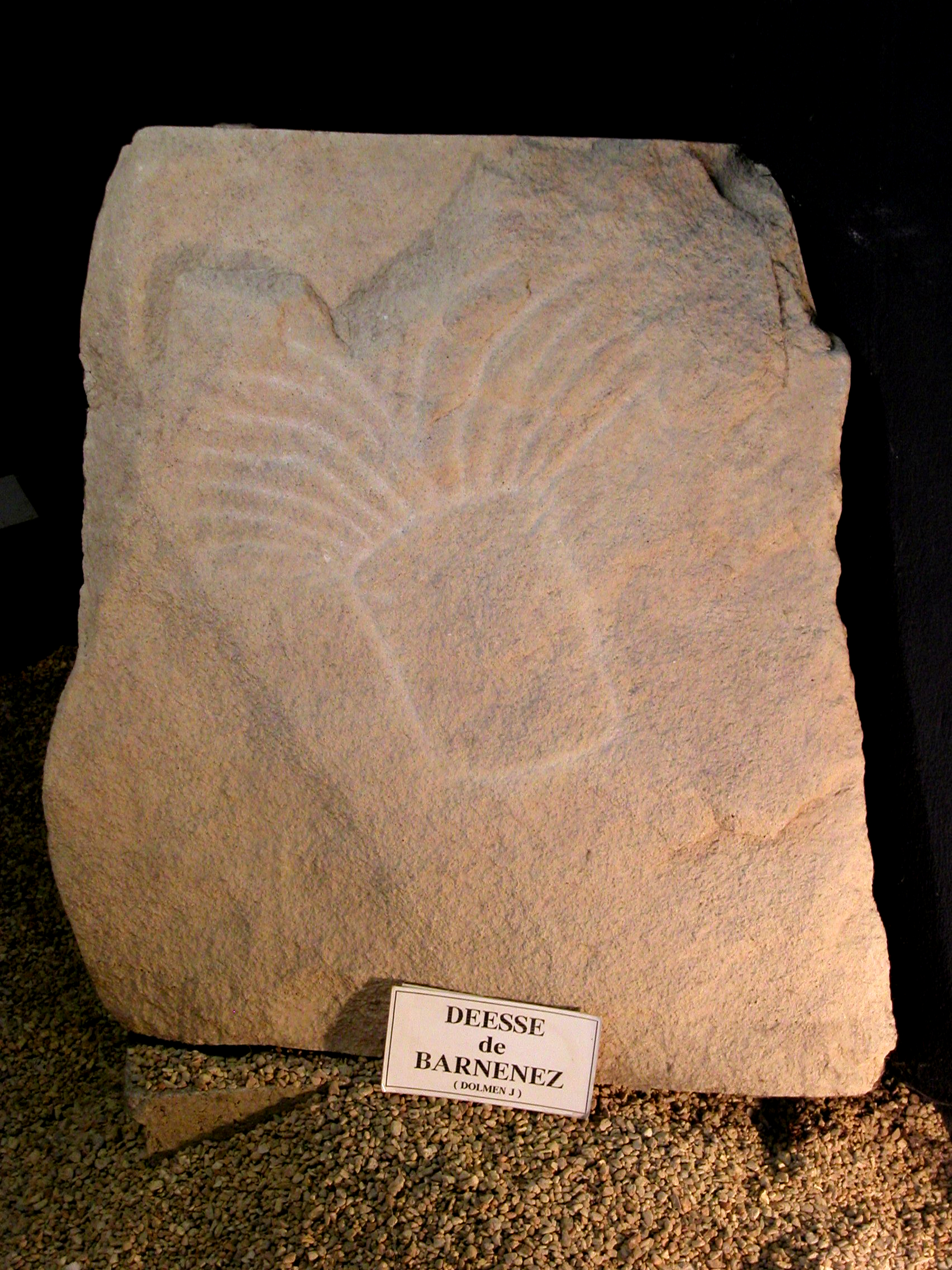
Llosa gravada
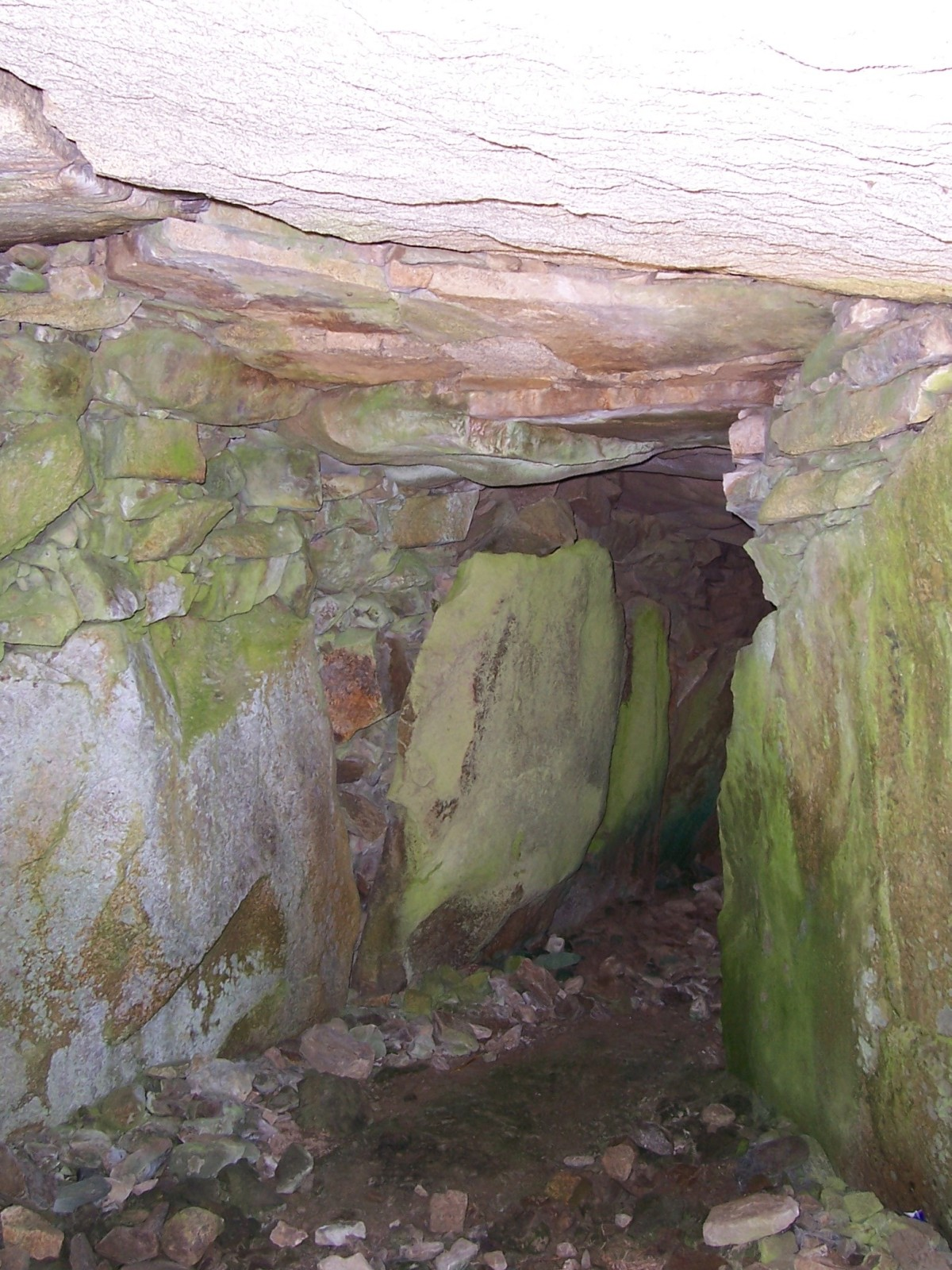
Interior d'un dels corredors